# Peter Godly Michael
Peter Godly Michael (* 10. Mai 1998) ist ein nigerianischer Fußballspieler. Einen Großteil seiner bisherigen Profikarriere bestritt er in Nordeuropa.

## Sportlicher Werdegang
Michael machte seine ersten Schritte im Erwachsenenbereich für Rivers United FC. Anfang 2018 wechselte er nach Norwegen, wo er bei Vålerenga IF einen Vier-Jahres-Kontrakt unterzeichnete. In der Eliteserie gelang ihm jedoch verletzungsbedingt trotz 13 Einsätzen in der Spielzeit 2018 nicht der Durchbruch, so dass der Klub ihn in die 1. Division verlieh. Zunächst spielte er dort 2019 für Skeid Oslo, anschließend beim Anfang 2020 neu gegründeten Zweitligisten Øygarden FK. Dort überzeugte er mit sechs Toren in 16 Spielen, so dass er im Oktober von Sogndal Fotball verpflichtet und mit einem bis Ende 2022 laufenden Vertrag ausgestattet wurde. Auch hier konnte er sich jedoch nicht dauerhaft etablieren, so dass er im Sommer 2022 an den im Abstiegskampf befindlichen Ligakonkurrenten Grorud IL abgegeben wurde. Hier erzielte er bis Saisonende sechs Tore in zehn Spielen, als Tabellenvorletzter musste der Klub jedoch in die drittklassige 2. Division absteigen.
Im März 2023 unterzeichnete Michael einen Vertrag beim finnischen Klub Vaasan PS. Schnell avancierte er in der Veikkausliiga zu einem regelmäßigen Torschützen und duellierte sich mit Bojan Radulović von HJK Helsinki um den Titel des Torschützenkönigs der Spielzeit 2023. Mit 17 Treffern wurde er Zweiter hinter dem serbischen Konkurrenten, als Tabellendritter erreichte er mit der von Jussi Nuorela trainierten Mannschaft um Mannschaftskapitän Sebastian Strandvall, Jesper Engström, Jewgienij Baszkirow und Juhani Pikkarainen die nationale Ausscheidungsrunde zur Teilnahme an der Qualifikation der UEFA Conference League 2024/25.